# Нејпир Филд (Алабама)
Нејпир Филд (енгл. Napier Field) град је у америчкој савезној држави Алабама. По попису становништва из 2010. у њему је живело 354 становника.

## Демографија
Према попису становништва из 2010. у граду је живело 354 становника, што је 50 (12,4%) становника мање него 2000. године.
| Група             | 2000.       | 2010.       |
| Белци             | 341 (84,4%) | 275 (77,7%) |
| Афроамериканци    | 46 (11,4%)  | 57 (16,1%)  |
| Азијати           | 0 (0,0%)    | 6 (1,7%)    |
| Хиспаноамериканци | 11 (2,7%)   | 7 (2,0%)    |
| Укупно            | 404         | 354         |